# Cabo Dezhniov
El cabo Dezhniov (en ruso: мыс Дежнёва) es un cabo localizado en la costa ártica de Siberia que es el punto más oriental de Asia. Administrativamente, pertenece al Distrito autónomo de Chukotka de la Federación de Rusia.
El cabo fue nombrado en memoria de su descubridor, el ruso  Semión Dezhniov, que en 1648 fue el primero que lo avistó y dobló.

## Geografía
El cabo Dezhniov está localizado en la península de Chukchi, entre el mar de Bering y el mar de Chukchi, a 82 km del cabo Príncipe de Gales en la península de Seward, Alaska, al otro lado del estrecho de Bering (las islas Diómedes y Fairway Rock están localizadas en su parte central). 
El cabo es la punta oriental de promontorio alto y rocoso, localizado a unos 20 kilómetros de Uelen, en el norte, hasta el cabo de Pe'ek, en el sur, conectada al continente por una lengua de tierras bajas salpicada de pantanos y lagos poco profundos. Esa tierra es tan baja, que en la distancia desde el oeste, el cabo aparece casi como una isla. En la publicación de 1909 de la Oficina Hidrográfica de los EE. UU., Asiatic Pilot , aparece una altitud de 768 m, y en la carta marina de 2000 del US Office of Coast Survey muestra el pico más alto a 804 m.
La distancia al cabo Baba, en el extremo occidente de Anatolia (Turquía) es de 10.050 km, y constituye la mayor dimensión del continente asiático.

## Historia

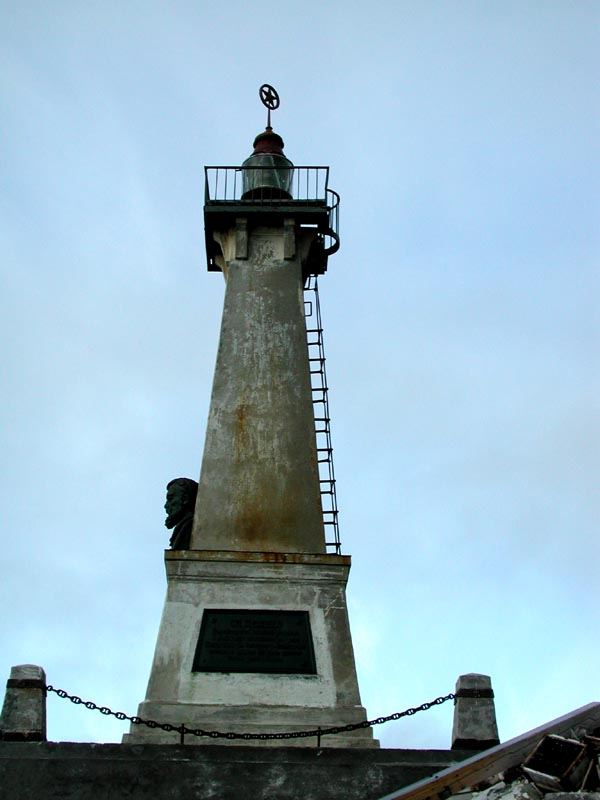
Monumento a Semión Dezhniov en el cabo Dezhniov

En 1898, el cabo fue rebautizado oficialmente como cabo Dezhniov, en sustitución del nombre con el que lo había bautizado el capitán James Cook, East Cape («cabo del Este». Se nombró en reconocimiento al navegante ruso Semión Dezhniov (1605-72), que fue el primer europeo que lo avistó en 1648, en una travesía a lo largo de la costa norte de Asia. Descubrió el que entonces fue llamado estrecho de Anián entre Asia y Alaska, probando así que ambos continentes no estaban conectados. Siguió el litoral y dobló la península de Chukchi. En sus informes Dezhniov dio la descripción de este legendario «Promontorio Tabin», cuya existencia fue intuida por los geógrafos antiguos. Dezhniov también describió dos islas de los nativos de Chukchi («zubatykh de Ostrova»), ahora conocidas como las islas Diómedes. Recogió datos etnográficos interesantes sobre los nativos de Chukchi, que adornaban su labio inferior con pedazos de colmillos o de huesos de ballena. El puerto de llegada de la expedición de Dezhniov es desconocido. Hay un gran monumento a Dezhniov en la costa.
El cabo Dezhniov fue un centro para el comercio entreballeneros y comerciantes de pieles estadounidenses (y otros) y nativos yupik y chukchis, a finales del siglo XIX y principios del siglo XX. En los primeros años, los buques llegaban a Uelen para comerciar con las pieles producidas a lo largo de la costa ártica. Posteriormente, se establecieron estaciones comerciales en Uelen y Deshnevo (nombre chukchi, Keniskun; en yupik, Kaniskak). Fuentes de la época a veces hablan de un pueblo llamado Emma-Town. Aunque este nombre puede derivar de la cercana aldea yupik Enmitahin (en chukchi, «fin de los acantilados») el nombre parece referirse a Keniskun (donde estaban los comerciantes) o tal vez a ambos pueblos juntos. De los cuatro pueblos históricos que había sobre el propia cabo, sólo Uelen sigue estando habitado. La histórica aldea yupik de Naukan, en la costa sureste del cabo, fue evacuada en 1958, siendo la mayoría de los ocupantes trasladados a Nunyamo, cerca de la bahía de San Lorenzo.

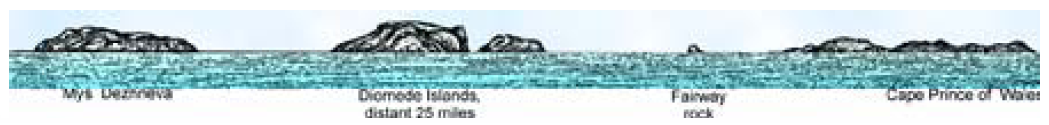
Cabos e islas del estrecho de Bering, tal como se ven desde un punto a 25 millas al sur de las islas Diómedes. El cabo Dezhniov está en el extremo izquierdo.

## Galería

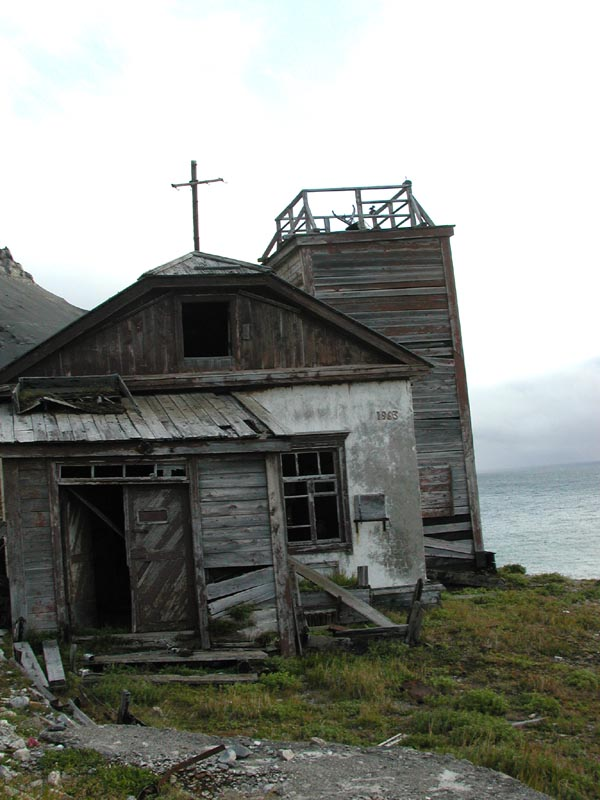
Puesto soviético
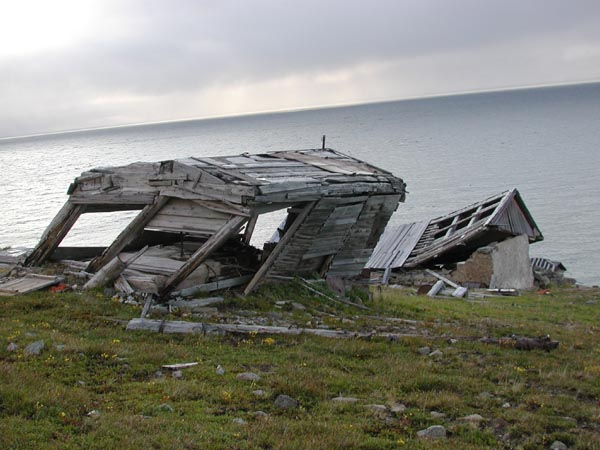
Ruinas soviéticas
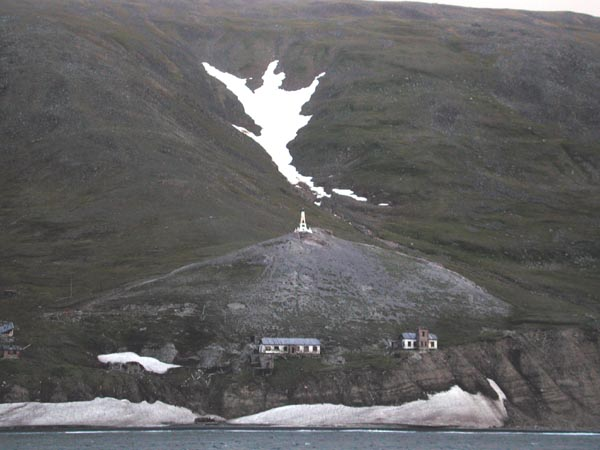
Pueblo abandonado de Naukan, cerca del cabo Dezhniov
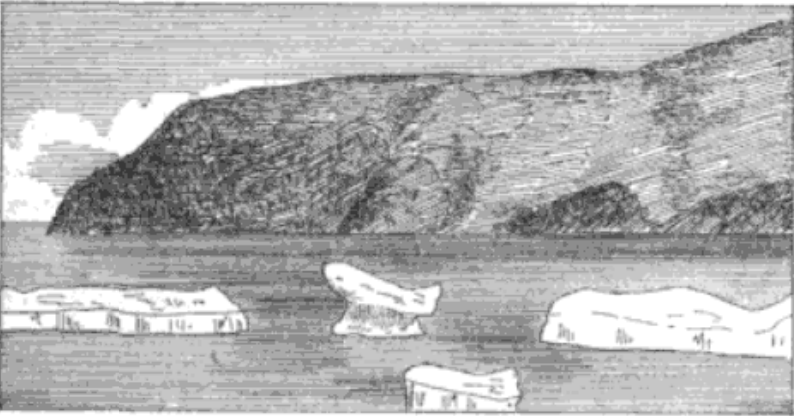
Croquis del cabo Dezhniov desde el noreste
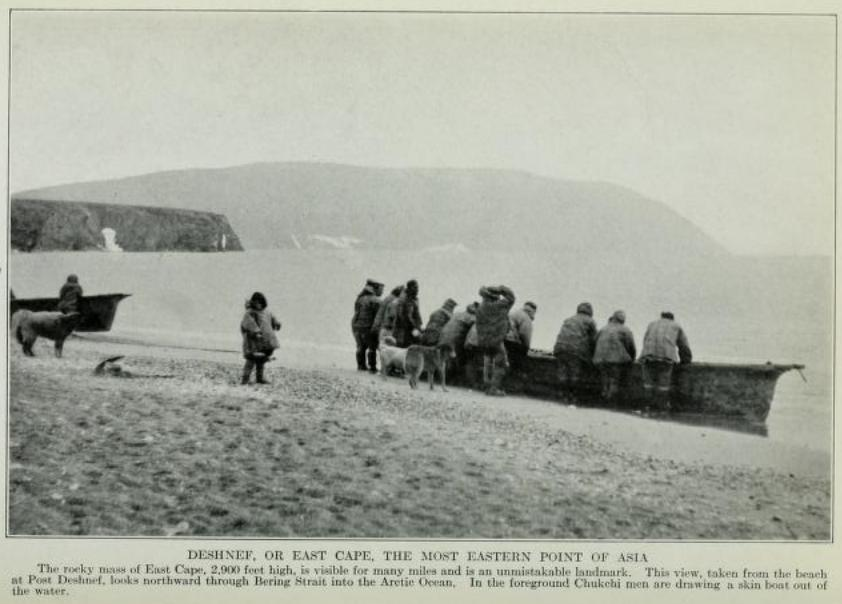
Nativo chukchi en Dezhniovo tirando de un umiak a la playa. La punta del cabo Dezhniov al fondo (1913).
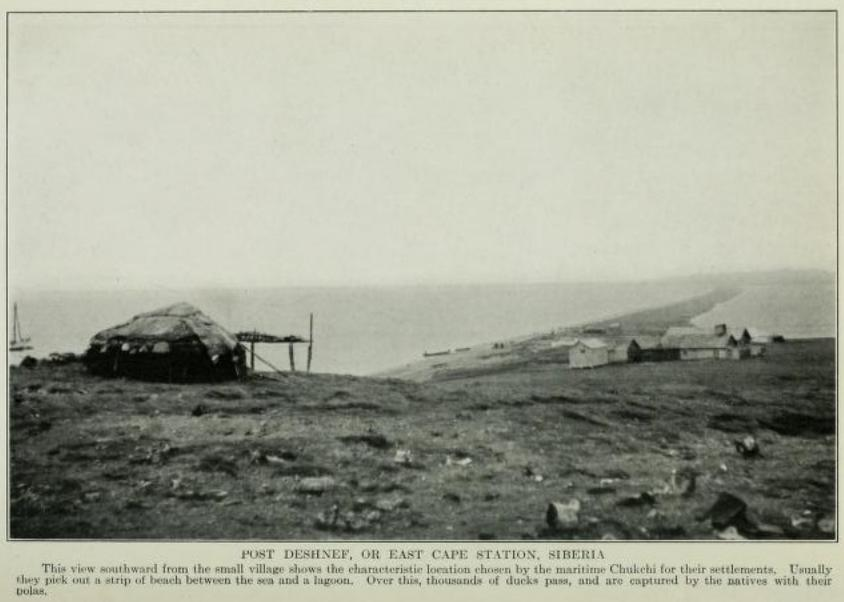
Vista de parte de Puerto Dezhniov en 1913. Las cabañas de estilo americano cerca de la laguna fueron probablemente un puesto comercial.